# Tert-Butylhypochlorit
tert-Butylhypochlorit ist eine chemische Verbindung aus der Gruppe der chlorhaltigen organischen chemischen Verbindungen. Im Gegensatz zu den anorganischen Hypochloriten ist tert-Butylhypochlorit kein Salz, sondern eine kovalente Verbindung und kann formal als Ester des tert-Butanol mit der Hypochlorigen Säure betrachtet werden.

## Gewinnung und Darstellung
tert-Butylhypochlorit kann durch Reaktion einer Natriumhydroxidlösung mit tert-Butylalkohol und Chlor gewonnen werden.

## Eigenschaften
tert-Butylhypochlorit ist eine gelbe Flüssigkeit mit stechendem Geruch.

## Verwendung
tert-Butylhypochlorit kann als vielseitiges Oxidationsmittel zur Umwandlung von Alkoholen zu Ketonen, Aldehyden zu Säurechloriden, Sulfiden zu Sulfoxiden und Hydroxylaminen zu Nitrosoverbindungen verwendet werden. Das reaktivere tert-Butylhypoiodit kann aus tert-Butylhypochlorit und einem Metalliodid hergestellt werden. Es kann auch zur Herstellung von 2-Imidazolinen und anderen chemischen Verbindungen verwendet werden.